# Ischnoptera snodgrassi
Ischnoptera snodgrassi es una especie de cucaracha del género Ischnoptera, familia Ectobiidae. Fue descrita científicamente por McNeill en 1901.
Habita en Ecuador.